# Carl Krebs (gymnast)
Carl Immanuel Krebs, född 11 februari 1889, död 15 maj 1971, var en dansk gymnast.
Krebs tävlade för Danmark vid olympiska sommarspelen 1912 i Stockholm, där han var med och tog brons i lagtävlingen i fritt system.